# Daoulas
Daoulas è un comune francese di 1 830 abitanti situato nel dipartimento del Finistère nella regione della Bretagna.

## Società

### Evoluzione demografica
Abitanti censiti

## Monumenti
- Abbazia di Notre-Dame